# 安克拉治級船塢登陸艦
安克拉治級船塢登陸艦是美國海軍在1965年至1972年完成的一級船塢登陸艦，她用以取代二戰期間量產的船塢登陸艦，美國海軍服役至2003年後由惠德比島級船塢登陸艦替換本級艦。

## 簡介
安克拉治級的設計理念是為了取代二戰中量產的阿什蘭級船塢登陸艦與卡薩格蘭德級船塢登陸艦，它們的尺寸太小，航速也不足，不適合美軍在1960年代設計的全20節兩棲登陸艦隊作戰任務，因此需要更大尺寸的船塢登陸艦取代她們。
安克拉治級的設計是由美軍量產的前一版本托馬斯頓級船塢登陸艦放大，預算在1965-1967財年完成編列。此級艦增加泛水的井圍甲板尺寸，取消伸縮機庫，但保留可讓直升機起降的可動停機坪，並維持與前級艦共通的動力設計。放大後的井圍甲板可容納3艘1610級通用登陸艇，或9艘LCM-8機械登陸艇，或12艘LCM-6機械登陸艇、或50輛兩棲登陸裝甲車。此外船上還配備了小型的維修車床與製造金工設備，可在必要時作為小型艦艇的修理船塢使用，因此艦體上層甲板裝設2具吊掛能力50噸的起重機作為支援設備。在船塢甲板前方，還有可供車輛停放的車輛甲板。
本級艦雖然最初設計時未納入支援氣墊登陸艇的收納需求，但是在經過1980年代的改造後也可運用。
安克拉治級完工時配備的防禦武器是4座Mk-33三吋雙連裝艦炮，搭配Mk 63火控系統、Mk 56射控雷達，火炮射控系統在1970年代中葉陸續卸除，取而代之的是方陣近迫武器系統；但艦上配備的三吋快炮則是在1990年代以後才陸續撤除，並以2座25公厘遙控鍊炮取代。本級艦配備的搜索雷達為AN/SPS-40型，服役後期均已升級為E型標準。對海搜索雷達服役時是配備在1950年代開發且廣設在美軍艦艇上的AN/SPS-10型，但後期部分換裝為AN/SPS-67。
美軍的安克拉治級的除役分成兩階段，第一階段是在1999財年度除役2艘，但1艘隨即以熱艦移交途徑轉售中華民國海軍。第二階段是在2003財年度除役3艘，美軍原劃定依循相同途徑出售安克拉治號，但是中華民國海軍拒絕了這項交易，而轉向國艦國造。

## 同級艦
承攬安克拉治級的造船廠有兩間，分別為殷格斯造船廠、通用動力造船公司昆西分廠，但除了首艦為殷格斯製造，後4艘都是通用動力承製。
| 艦名       | 舷號   | 製造廠               | 安放龍骨開工  | 下水           | 完工成軍      | 結局狀態                                                                                              |
| ---------- | ------ | -------------------- | ------------- | -------------- | ------------- | --- |
| 安克拉治號 | LSD-36 | 英戈爾斯造船廠       | 1967年3月13日 | 1968年5月5日   | 1969年3月15日 | 2003年10月1日除役 2010年7月17日作為靶艦被布雷默頓核子攻擊潛艦發射的Mk48APCAP魚雷擊沉                  |
| 波特蘭號   | LSD-37 | 通用動力造船昆西分廠 | 1967年9月21日 | 1969年12月20日 | 1970年10月3日 | 2003年8月4日除役 2004年4月25日作為靶艦擊沉                                                            |
| 彭薩科拉號 | LSD-38 | 通用動力造船昆西分廠 | 1969年3月12日 | 1970年7月11日  | 1971年3月27日 | 1999年出售給中華民國海軍，改名旭海號，服役中                                                          |
| 維農山莊號 | LSD-39 | 通用動力造船昆西分廠 | 1970年1月29日 | 1971年4月17日  | 1972年5月13日 | 2003年7月25日除役 2005年6月16日作為靶艦被P-3巡邏機群投射的3枚魚叉飛彈、4枚小牛飛彈、18枚500磅炸彈擊沉 |
| 非瑟堡號   | LSD-40 | 通用動力造船昆西分廠 | 1970年7月15日 | 1972年4月22日  | 1972年9月15日 | 1998年2月27日除役 2009年5月22日出售解體                                                               |